# Ожоверх
Ожове́рх  (угор. Magastető)— село в Україні, у Закарпатській області, Хустському районі, входить до складу Довжанської сільської громади.
Розташоване за 20,7 км від районного центру Хуст та за 115 км від обласного центру Ужгород.
Найближчі населені пункти Липецька Поляна, Крайнє, Каллів, Слоповий.
Населення становить близько 105 осіб (станом на 2001 рік.) .

## Географія
Протяжність кордонів села Ожоверх з півночі на південь 710 м із заходу на схід 375 м.

## Історія

### Перша згадка
Згадка вперше у 1864 році як Ozsü verch.

### Попередня назва
1. 1864 рік - Ozsü verch
2. 1898 рік - Ózsóverh
3. 1907 рік - Magastető
4. 1911 рік - Nyilcsucs (Ozsiverch)
5. 1913 рік - Magastető
6. 1918 рік - Magastető
7. 1944 рік - Oszoverh, Осоверхъ
8. 1983 рік - Ожоверх

### Виникнення села
Основним заняттям місцевих селян завжди було скотарство, то село виникло на місцях зимівників (критих кошар для овець та кіз, яких утримували недалеко від полонин взимку).

## Присілки

### Верхній Ожоверх
Верхній Ожоверх - село в Україні, в Закарпатській області. 
Об'єднане з селом Ожоверх рішенням облвиконкому Закарпатської області №155 від 15.04.1967 р. 
Село виникло у кінці ХІХ століття на місці зимівника для овець та кіз.

### Нижній Ожоверх
Нижній Ожоверх  - село в Україні, в Закарпатській області.
Об'єднане з селом Ожоверх рішенням облвиконкому Закарпатської області №155 від 15.04.1967 р.
Перша згадка у ХІХ ст.

## Адміністрація
10.12.2020 рік - Гобан Ольга Василівна, староста сіл Липецька Поляна, Слоповий,  Ожоверх,  Каллів.
Посилання:
https://dovzhanska-gromada.gov.ua/docs/717437/